# Tgbil m/42 KP
Terrängbil m/42 KP (Tgbil m/42 KP) — шведский бронетранспортёр (БТР) периода Второй мировой войны. Разработан фирмой Scania-Vabis в 1942 году на шасси своего коммерческого трёхтонного полноприводного грузового автомобиля F11, также в производстве использовались шасси Volvo TLV. Серийное производство SKP m/42 продолжалось с 1943 по 1947 год, общий выпуск составил 262 единицы. Бронетранспортёр активно использовался шведской армией как минимум до 1990-х годов, также некоторое количество БТР этого типа с середины 1990-х годов состоит на вооружении Латвии и Литвы.

## Описание конструкции

### Вооружение
Штатное вооружение отсутствовало.

### Двигатели и трансмиссия
ДВИГАТЕЛЬ: Scania Vabis 402, 4 цилиндра, мощность 85 кВт (115 л.с.) при 2300 об/мин. 
ТРАНСМИССИЯ: механического типа.

### Ходовая часть
Колесная формула 4х2: передние колеса одинарные, задние колеса сдвоенные, шины пневматические пулестойкие, подвеска на листовых рессорах.

## Состоит на вооружении

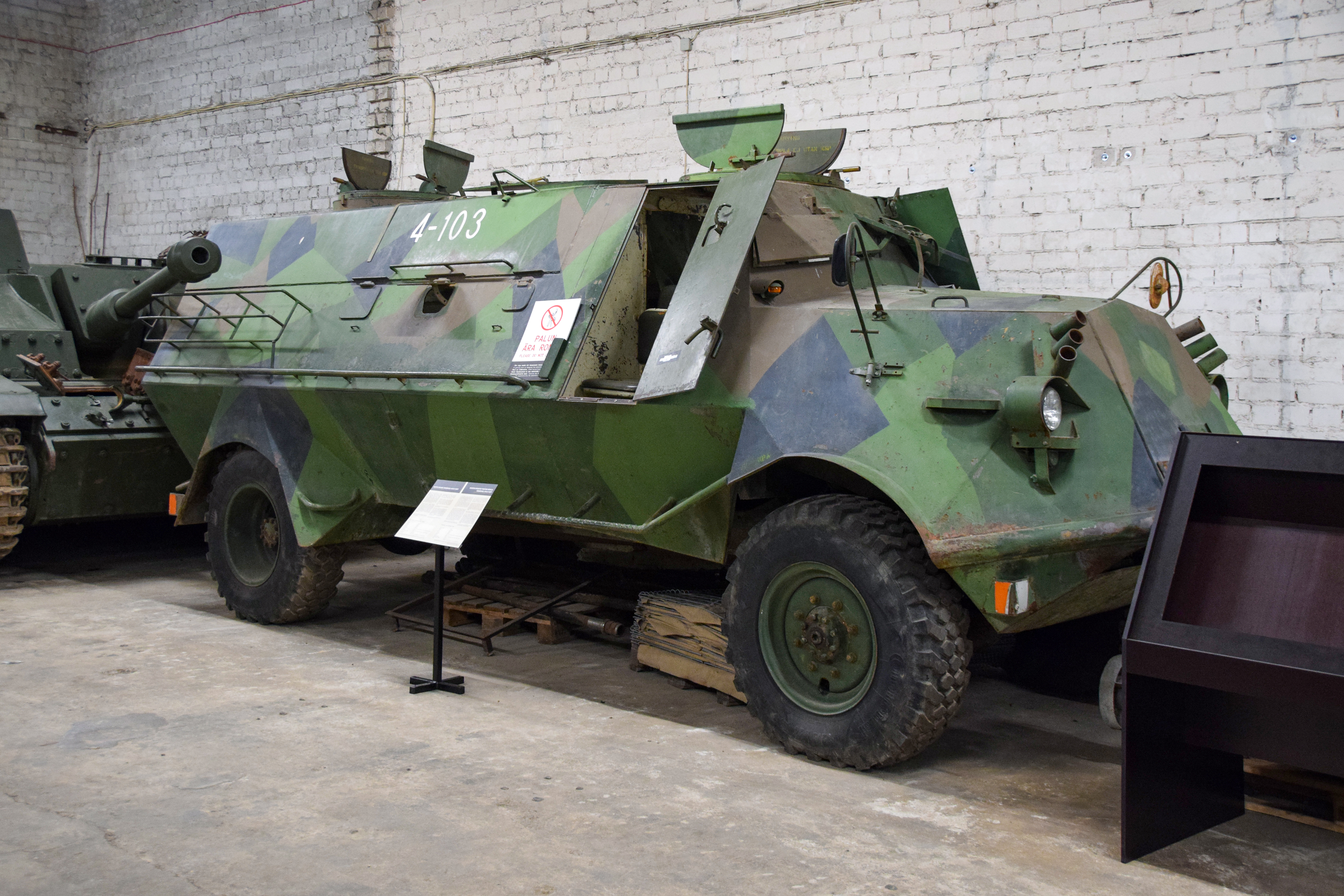
Эстонский Terrängbil w/42 KP

- Швеция — 36
- Латвия — 10
- Литва — 13[1]